# Venere di Lespugue

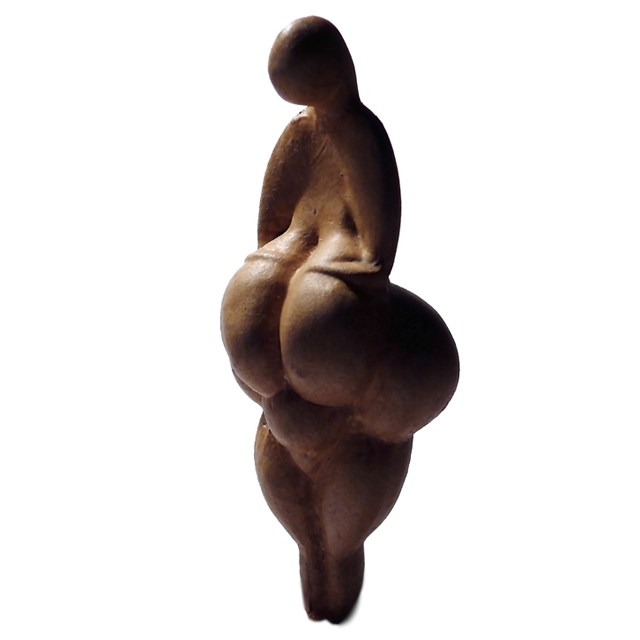
Venere di Lespugue

La Venere di Laspugue è un manufatto paleolitico risalente a circa 25.000 anni fa. Ritrae una donna nuda, nella classica posa delle "veneri paleolitiche".
Fu scoperta nel 1922 in una cava vicino a Lespugue, ai piedi dei Pirenei. È alta circa 15 cm e scolpita in avorio. Fu danneggiata al momento dello scavo.

Secondo alcuni esperti tessili come Elizabeth Wayland Barber, la statua ci offre la prima rappresentazione di un tessuto, infatti al di sotto dei fianchi si può notare una gonna fatta di fibre elicoidali, sfilacciate alla fine.
La Venere di Lespugue è conservata al Musée de l'Homme a Parigi (Francia).